# 뼈

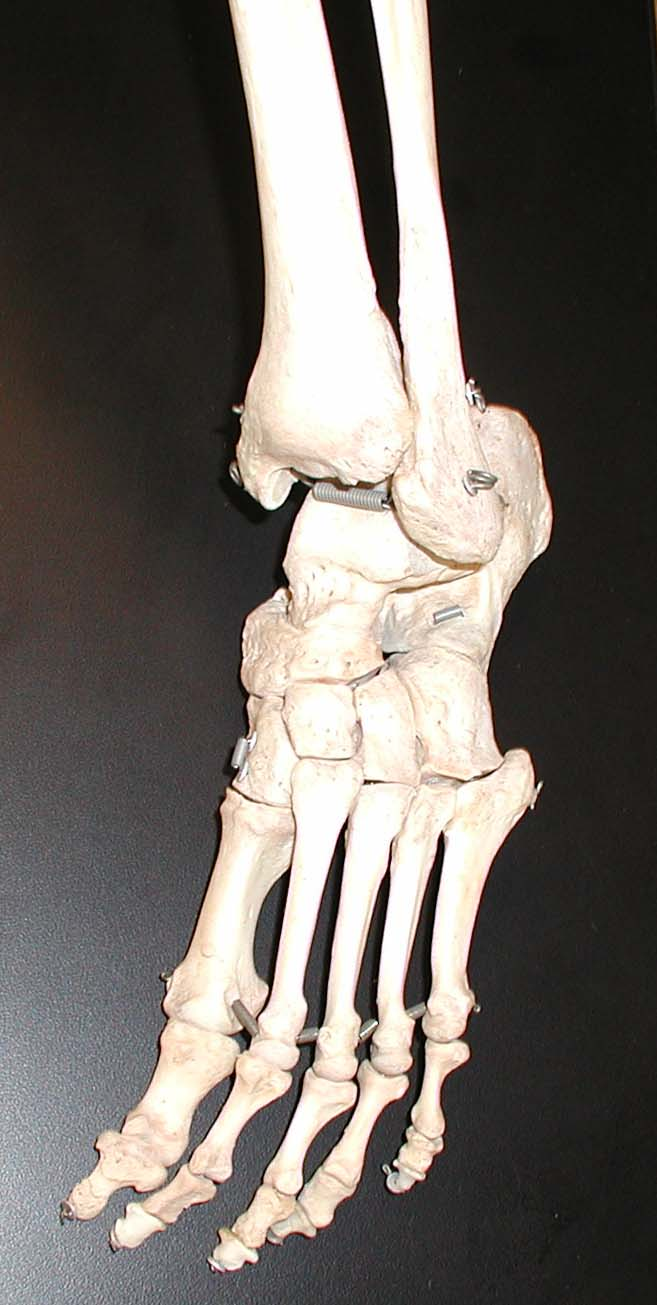
인간의 발뼈의 모습

뼈(骨, Bone)는 척삭동물문에 속하는 동물들의 동체를 지탱하는 단단한 연결 조직이자 기관이다. 뼈는 뼈대를 구축해 몸의 구조물을 지지하고 여타 신체 기관들의 부상을 막으며 백혈구·적혈구를 생산한다. 또한 무기염류를 저장하고 근육과 함께 동물이 스스로 움직일 수 있도록 한다. 해당된 신체 부위에 따라 다양한 크기를 가지고 있으며, 내·외적으로 복잡한 구조를 갖고 있다. 가볍고 튼튼한 동시에 활발한 생명 활동을 한다. 척삭동물문 이외의 갈래에 속한 무척추동물 가운데에서는 뼈 대신 껍질이나 껍데기, 키틴질을 사용하는 것들도 있다. 인간의 뼈는 석회화된 살아있는 결합조직으로 딱딱한 경조직으로 형태를 지지하고 미네랄 저장 및 혈구세포 생성 조직 보유한다. 뼈의 관절은 윤활관절과 고정관절이 있다.

## 구조
뼈는 비교적 단단하고 가벼운 합성 물질이며, 수산화인회석이라고 하는 인산칼슘으로 대부분 이루어진 화합물이다. 이는 비교적 높은 압축강도를 가지고 있지만 낮은 인장강도를 가진다. 뼈는 기본적으로 깨지기 쉬우나 자체 유기성분(주로 콜라겐) 때문에 눈에 띌 정도의 탄력성을 가진다. 뼈는 내부적으로 망사 구조이며, 밀도는 위치마다 다양하다.
뼈는 치밀질인 곳도 있고 해면질인 것도 있다. 겉질뼈(바깥판)은 치밀하며, 골격에서 큰 부분을 차지한다.

### 미세구조
뼈의 전형적인 구조는 치밀질 부분에서 볼 수 있으며, 가느다란 혈관을 중심으로 하는 동심원상 단면 구조를 가진 원주(圓柱)가 단위 구조를 이룬다. 이것을 하버스관(管) 또는 오스테온(골단위)이라 한다. 그 구조는 철근 콘크리트 기둥에 비유된다. 철근에 해당하는 것은 교원 섬유로 짜여진 바구니이며, 그 그물눈을 채우고 있는 시멘트에 해당하는 것이 골질이다. 골질은 탄산 칼슘·인산 칼슘 등의 무기질과 단백질이 결합된 것이다. 이들 섬유나 골질은 골아 세포가 산출 분비하는데, 세포 자신은 점차 이것들에 의해 에워싸여져 갇혀 버린다. 그러나 세포는 가늘고 긴 세포질의 돌기를 골질 속으로 많이 보내 인접 세포와 연락하며, 이들 돌기는 골질이 뚫어놓은 터널(골세관) 속에 들어가 있다. 이 같은 상태가 된 세포를 골세포라고 한다.
골세포의 키기는 원칙적으로 하버스관 중앙의 혈관 쪽을 향해 나 있다. 이들 돌기에 의한 연락은 산소·영양·불필요한 물질의 수송로를 이루는데, 가장 바깥층의 골세포 돌기가 인접하는 하버스관에 소속하는 돌기와 연락하지 않고 하버스관마다 폐쇄적인 계열을 형성한다. 하버스관은 일생동안 끊임없이 다시 만들어진다. 추측컨대 뼈에 걸리는 힘의 방향이나 성질의 미묘한 변화에 대응하여 다시 만들어지는 것이라고 볼 수 있다. 횡단면으로 이웃해 있는 하버스관의 틈새에 볼 수 있는 불규칙한 줄무늬는 이전에 그곳에 있었다가 지금은 파괴된 하버스관의 흔적이다.
골질 또한 끊임없이 다시 만들어진다는 것이 밝혀지고 있다. 방사성 칼슘을 먹이에 섞어 동물에게 주고 그 소장(消長)을 관찰한 실험에 의하면 방사성 칼슘은 뼈에 침착(沈着)하지만 일정 시간이 지난 뒤에는 잇달아 배출된다. 인간의 경우는 그 기간이 몇 개월인 사람도 있다. 인이나 단백질 등에 대해서도 같은 결과가 생기기 때문에 골질은 일정 기간이 지난 후에는 완전히 새로운 구성 성분으로 바뀐다. 이와 같이 뼈는 그 구조와 성분 모두 끊임없이 변화하는 살아 있는 조직이다. 이와 같은 특징 때문에 뼈가 부러져도 다시 고칠 수 있다.

## 골조직
골조직(骨組織)은 세포가 분비한 골질이 교원 섬유의 그물눈을 채우고 있는 조직을 말한다. 골질은 인산 칼슘 Ca3(PO4)2, 탄산 칼슘 CaCO3 등의 칼슘염과 단백질로 이루어지며, 매우 굳고 탄력이나 가소성도 없다.
골조직은 연골 조직과는 완전히 다른 조직으로, 연골 조직이 점차 골조직으로 변해가는 경우는 없다. 골조직 속에는 혈관이나 림프관이 풍부하게 분포하며, 구부러지거나 파괴되어도 골막만 남아 있으면 재생한다.

## 분류
- 긴뼈 : 관형구조이며(예: 정강뼈) 긴뼈의 가운데 자루를 뼈몸통이라고 한다. 그리고 빈 중앙에는 골수로 찬 골수공간이 있다. 골수공간을 둘러싸고 있는 것은 또한 골수를 포함하고 있는 얇은 해면뼈 층이다. 뼈의 말단에는 뼈끝이라고 하며, 거의 해면뼈로 이루어져 있고, 치밀뼈의 비교적 얇은 겉질로 덮혀져 있다. 어린이들의 뼈는 적색골수로 차있고 점차 자라면서 황색골수로 대치된다.
- 짧은뼈 : 긴뼈와 유사한 구조를 가지고 있지만, 골수공간이 없다.
- 납작뼈 : 두개의 치밀뼈판으로 구성되며 가운데에 샌드위치처럼 해면뼈가 있다. 이 해면뼈를 판사이층(diploe)이라고 한다.
- 불규칙뼈 : 앞의 뼈의 어떤 형태에도 속하지 않는 뼈를 말한다.
- 공기뼈 : 뼈안에 공기가 있는 것을 말한다. (예: 위턱뼈)
- 혼합뼈 : 위의 뼈 모양이 혼합되어 있는 것들을 말한다.

## 기능
- 몸의 구조 지지
- 내부 장기 보호
- 무기질 저장 - 칼슘 인
- 혈구형성작용
- 지렛대 역할 - 예를 들어 몸과 팔의 힘의 전달
- 산과 염기의 조절
- 독성제거

## 형성과 유지

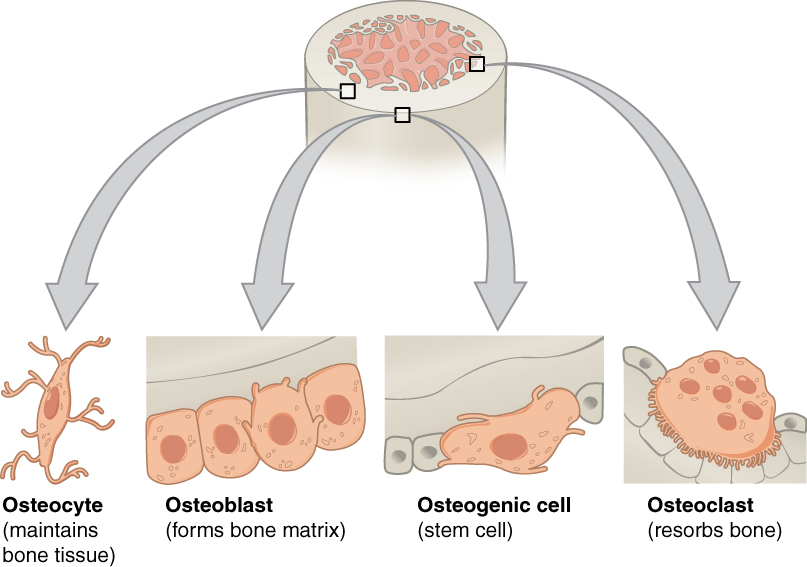
뼈의 성장 : 골세포(osteocyte)-골모세포(osteoblast)-줄기세포(osteogenic cell,stem cell) -파골세포(osteoclast)

형성된 뼈가 계속해서 건강하게 유지되기 위해서는 다른 기관들처럼 칼슘등 미네랄이나 비타민 D,야채등과 같은 적절한 영양분을 가급적 규칙적으로 공급하는 것도 중요하지만 술,담배등과 같은 몇몇 음식의 지나친 섭취가 뼈를 형성하는 물질대사에 부정적인 영향을 미치는 경우도 고려해야한다. 한편 뼈의 밀도를 높이거나 유지하는 것 또한 중요한데 이를 위해서는 적정한 무게를 올바른 방법으로 들어올리는 웨이트 트레이닝이나 30분이상 걷기 운동, 체조등 중력을 의도적이고 효율적으로 이용함으로써 뼈의 형성시 밀도가 높아지도록 유도하는 것도 중요하다고 스포츠 및 의료 전문가들은 언급하고있다.
한편 뼈의 형성시 골질량의 밀도를 높이고 이를 유지하는데 필수적인 운동의 측면으로는 뼈의 기능과 연관있다.
신체의 균형감각을 이용하는 운동이나 코어근육을 기반으로하는 근육운동 그리고 줄넘기나 계단오르기와 같은 체중을 실어서 옮기는 무게중심 이동의 운동은 뼈가 중력을 이용하는 대표적인 3가지 방법들이다. 뼈가 중력을 이용하기 위해서는 중력의 스트레스를 견뎌야 하는데 이때 뼈는 물리적으로 좀더 높은 뼈의 강도를 필요로 하게 되는 메카니즘이다.

## 용어
| 돌기(process)               | 비교적 큰 돌출부나 두드러진 융기                                                                       |
| 관절(articulation)          | 근접한 뼈가 서로 만나는 곳                                                                             |
| 관절돌기(articular process) | 근접한 뼈가 만나는 돌출부                                                                              |
| 융기(eminence)              | 비교적 작은 돌출부나 융기                                                                              |
| 거친면(tuberosity)          | 거칠거칠한 면이 돌출되거나 융기된 경우. tuberosity가 거친면이 아니라 결절, 융기의 용어로 쓰일때도 있음 |
| 결절(tubercle)              | 거칠거칠한 면이 돌출되거나 융기된 경우로 거친면(tuberosity)보다 작은 경우에 쓰인다.                    |
| 돌기(trochanter)            | 넓적다리뼈에 있는 특유의 두 거친면(tuberosity)                                                         |
| 가시(spine)                 | 비교적 길고 얇은 돌출부나 융기                                                                         |
| 봉합(suture)                | 머리뼈간의 관절                                                                                        |
| 복사(malleolus)             | 발목에 있는 특유의 두 융기                                                                             |
| 관절융기(condyle)           | 크고 둥근 관절돌기                                                                                     |
| 위관절융기(epicondyle)      | 관절융기(condyle)의 근처에 있는 돌출부, 하지만 관절의 일부는 아님                                      |
| 선(line), 선(ridge)         | 길고 얇게 튀어나온 돌출부, 종종 거친 면과 함께 있음                                                    |
| 능선(crest)                 | 돌출한 선.                                                                                             |
| 면(facet)                   | 작고 부드러운 관절면                                                                                   |
| 구멍(foramen)               | 뼈에 난 열린 구멍                                                                                      |
| 오목(fossa)                 | 넓고 얇게 패인 지역                                                                                    |
| 관(canal)                   | 길고 터널 같은 구멍으로, 주로 신경이나 혈관의 통로로 사용된다.                                         |
| 길(meatus)                  | 짧은 관                                                                                                |
| 동굴(sinus)                 | 머리뼈에 있는 공간                                                                                     |
긴뼈의 특정파트의 이름도 있다.
| 뼈몸통(diaphysis, shaft) | 뼈의 길고 비교적 곧은 주요 부분;일차 뼈발생의 장소             |
| 뼈끝(epiphyses)          | 뼈의 끝 부분; 이차 뼈발생의 장소                               |
| 뼈끝판(epiphyseal plate) | 뼈끝과 뼈몸통의 융합의 흔적인 뼈에 난 얇은 판(성인에게만 있음) |
| 머리(head)               | 뼈의 기부(基部, 몸 중심에 가까운)의 관절 끝                    |
| 목(neck)                 | 머리와 뼈몸통 사이에 있는 뼈의 부위                            |

## 같이 보기
- 골격
- 인체골격
- 인체 뼈 목록
- 골수
- 골절
- 골학

## 참고 문헌
- 이 문서에는 다음커뮤니케이션(현 카카오)에서 GFDL 또는 CC-SA 라이선스로 배포한 글로벌 세계대백과사전의 내용을 기초로 작성된 글이 포함되어 있습니다.